# Goodbye (canção de Amy Jo Johnson)
"Goodbye" (em português: "Adeus") é uma canção da cantora folk americana Amy Jo Johnson. Foi lançada como download digital em 21 de Dezembro de 2001, chegando as rádios estadunidenses em Agosto de 2002, como terceiro single do álbum de estreia de Amy Jo, The Trans-American Treatment. Foi escrita pela própria Amy Jo Johnson e produzida por J.T. McCluskey.

## Composição e arranjos
A canção é a única do álbum The Trans-American Treatment, onde Amy Jo canta somente com o acompanhamento de seu violão. A gravação foi realizada de forma pura e sem edição, para que soasse como ao vivo e natural. Ela foi escolhida para a set-list do álbum com a intenção de ser a música de fechamento. Amy disse que queria fechar seu primeiro trabalho musical com o seu tipo favorito de gravação, aquelas sem grandes instrumentos e essencialmente intimistas.
| “ | Escrevendo mais uma canção, em mais um inverno. Que inverno selvagem e louco era aquele? Mas eu sei que tudo tem que chegar a um final. | ” |

Os acordes e os dedilhados melódicos que marcaram a personagem de Amy Jo na série Felicity, voltaram como a base da canção Goodbye. O clima melancólico da letra entra em harmonia com o som suave do violão, que enfatiza o sentimento de despedida, passado através da voz de Amy Jo. 

### Versão Alternativa
Uma versão alternativa de Goodbye foi disponibilizada gratuitamente para download digital por Amy Jo em seu site oficial. Essa gravação foi realizada na época em que ela tocava com sua antiga banda "Valhalla" em 1999. Tendo Amy Jo como vocalista e violonista, a banda tinha em seu reportório de shows composições de Amy Jo como Matilda, Clear Blue Day, Did I Touch Tour Soul (que a Amy gravou em seu álbum como Simple Man) e Goodbye. No estúdio, além dessa versão de Goodbye, eles gravaram a canção Matilda, que foi apenas disponibilizada em 2007 por Amy Jo em seu Myspace.
A versão alternativa de Goodbye foca na combinação entre três instrumentos de corda: baixo, guitarra e violão. O baixo é quem guia a melodia, funcionando como uma percussão na música. A voz de Amy também encontra-se centralizada nessa versão, destacando o ar melancolico e desopressivo da letra. Essa letra, possui em seu inicio algumas palavras diferentes de sua versão do álbum The Trans-American Treatment. Nos três primeiros versões, ao invês de usar Do you, ela usa Can you. A versão alternativa também foi executada nas rádios, juntamente com a versão do álbum.

## Trilha Sonora
Em 2008, a composição original de Amy Jo, Dancing In-between entrou para a trilha sonora da primeira temporada da série Flashpoint, onde Amy faz o papel da negociadora Jules Callaghan. Em 2010, com a série chegando a sua terceira temporada, outra composição de Amy Jo foi escolhida: a canção Goodbye. Ela foi o tema musical do episódio Terror, exibido em 18 de janeiro de 2011.
Dessa vez, a música fez parte da contextualização do episódio. Logo no começo de Terror, Steve e Jules tem uma conversa sobre os tempos de colegial. Steve menciona duas músicas que ele lembra ter visto Jules cantando na escola: Uma chamada Everybody Hurts e a outra que ele não cita o nome, mas diz que tinha uma melodia suave e que ela cantou no telhado do ginásio apenas com o violão, após terminar com o namorado. No final do episódio, ao se despedir de Jules no hospital, Steve pede a ela que continue cantando. É então que entra "Goodbye" como fundo, levando a interpretação de que essa era música citada por Steve no início do episódio.

## Créditos
Lista-se abaixo os créditos de Goodbye, de acordo com o encarte do álbum The Trans-American Treatment.
- Vocal - Amy Jo Johnson
- Composição - Amy Jo Johnson
- Violão - Amy Jo Johnson

### Faixas
| Download digital |                                |                |         |  |
| N.º              | Título                         | Compositor(es) | Duração |  |
| 1.               | "Goodbye"                      | Amy Jo Johnson | 3:01    |  |
| 2.               | "Goodbye Alternative Version " | Amy Jo Johnson | 3:36    |  |
| Duração total:   | Duração total:                 | Duração total: | 6:37    |  |